# Curio sulcicalyx
 (novembre 2023).
Espèce
Synonymes
- Senecio sulcicalyx

Hétérotypiques :
- Kleinia pusilla
- Othonna pusilla
- Senecio iosensis
- Senecio klinghardtianus
- Senecio pusillus

Curio sulcicalyx est une petite plante succulente de la famille des Asteraceae originaire de Namibie et de la Province du Cap en Afrique du Sud.

## Description
Il ne mesure que 10 cm de haut et possède des racines tubéreuses, avec des feuilles vert foncé qui auraient de courts poils blancs. Les fleurs sont blanches à mauves et peuvent être jaunes et apparaissent au printemps.

## Systématique
Le nom correct complet (avec auteur) de ce taxon est Curio sulcicalyx (N.E.Br.) P.V.Heath.
L'espèce a été initialement classée dans le genre Senecio sous le basionyme Senecio sulcicalyx N.E.Br..
Curio sulcicalyx a pour synonymes :
- Kleinia pusilla (Dinter) Merxm.
- Kleinia pusilla Dinter
- Kleinia pusilla Dinter ex Range
- Othonna pusilla Dinter
- Senecio iosensis G.D.Rowley
- Senecio klinghardtianus Dinter
- Senecio pusillus (Dinter) Dinter
- Senecio pusillus (Dinter) Dinter ex Range
- Senecio sulcicalyx N.E.Br.